# Misologia
Misologia (del grec μισέω, miséō 'odiar', i λογία, logía 'tractat') és un mot filosòfic introduït per Plató amb el qual descrivia el rebuig envers els raonaments. Posteriorment, Kant va considerar que es tractava de la creença errònia que la raó condueix a la felicitat, quan en realitat ha de portar a la moralitat.